# Federico Bruno
Federico Bruno (Concordia, 18 giugno 1993) è un mezzofondista argentino.

## Biografia
Bruno ha debuttato internazionalmente nel 2008 ai Campionati sudamericani allievi, classificandosi quarto nei 1 500 metri piani. Nel 2011 gareggia nelle competizioni seniores conquistando una medaglia di bronzo ai Campionati sudamericani di Buenos Aires, medesimo anno in cui prende parte ai Giochi panamericani del Messico. Oltre al successo nelle competizioni regionali giovanili, Bruno ha conquistato nel 2014 ai Giochi sudamericani del Cile la medaglia d'oro. A livello mondiale ha preso parte nel 2016 ai Giochi olimpici di Rio de Janeiro 2016 nella maratona, portando a termine la sua gara nonostante una lesione; nel 2017 la vittoria dell'oro ai Campionati sudamericani del Paraguay gli hanno permesso di prendere parte al suo primo Mondiale.
Dopo aver vinto una medaglia di bronzo ai Giochi sudamericani del 2018 di Cochabamba, a due anni di distanza torna nella città boliviana conquistando la medaglia d'oro nei primi Campionati sudamericani indoor.

## Palmarès
| Anno | Manifestazione            | Sede           | Evento       | Risultato | Prestazione | Note                                              |
| ---- | ------------------------- | -------------- | ------------ | --------- | ----------- | ------------------------------------------------- |
| 2008 | Sudamericani allievi      | Lima           | 1500 m piani | 4º        | 4'02"93     |                                                   |
| 2009 | Mondiali allievi          | Bressanone     | 1500 m piani | Batteria  | 4'06"95     |                                                   |
| 2010 | Giochi olimpici giovanili | Singapore      | 3000 m piani | 5º (B)    | 8'58"63     |                                                   |
| 2011 | Sudamericani              | Buenos Aires   | 1500 m piani | Bronzo    | 3'47"81     |                                                   |
| 2011 | Panamericani juniores     | Miramar        | 1500 m piani | 4º        | 3'53"94     |                                                   |
| 2011 | Sudamericani juniores     | Medellín       | 800 m piani  | 8º        | 1'54"55     |                                                   |
| 2011 | Sudamericani juniores     | Medellín       | 1500 m piani | Oro       | 3'53"04     |                                                   |
| 2011 | Sudamericani juniores     | Medellín       | 4 × 400 m    | 4º        | 3'18"86     |                                                   |
| 2011 | Giochi panamericani       | Guadalajara    | 1500 m piani | 13º       | 4'01"09     |                                                   |
| 2012 | Mondiali juniores         | Barcellona     | 1500 m piani | 11º       | 3'55"38     |                                                   |
| 2012 | Sudamericani U23          | San Paolo      | 1500 m piani | Oro       | 3'47"13     |                                                   |
| 2012 | Sudamericani U23          | San Paolo      | 5000 m piani | Argento   | 14'24"21    |                                                   |
| 2013 | Sudamericani              | Cartagena      | 1500 m piani | Argento   | 3'45"94     |                                                   |
| 2014 | Giochi sudamericani       | Santiago       | 1500 m piani | Oro       | 3'39"96     | Record dei Giochi · Miglior prestazione personale |
| 2014 | Giochi sudamericani       | Santiago       | 5000 m piani | 4º        | 14'11"55    |                                                   |
| 2015 | Sudamericani              | Lima           | 1500 m piani | Argento   | 3'42"21     |                                                   |
| 2015 | Sudamericani              | Lima           | 5000 m piani | Argento   | 14'06"25    |                                                   |
| 2015 | Giochi panamericani       | Toronto        | 1500 m piani | 6º        | 3'42"88     |                                                   |
| 2015 | Giochi panamericani       | Toronto        | 5000 m piani | dnf       | dnf         |                                                   |
| 2016 | Giochi olimpici           | Rio de Janeiro | Maratona     | 136º      | 2h40'05"    |                                                   |
| 2017 | Sudamericani              | Asunción       | 1500 m piani | Oro       | 3'45"28     |                                                   |
| 2017 | Mondiali                  | Londra         | 1500 m piani | Batteria  | 3'43"16     |                                                   |
| 2018 | Mondiali indoor           | Birmingham     | 3000 m piani | Batteria  | 7'58"98     |                                                   |
| 2018 | Giochi sudamericani       | Cochabamba     | 1500 m piani | Bronzo    | 3'54"34     |                                                   |
| 2019 | Giochi panamericani       | Lima           | 1500 m piani | 5º        | 3'43"17     | Miglior prestazione personale stagionale          |
| 2019 | Giochi panamericani       | Lima           | 5000 m piani | 4º        | 13'55"75    |                                                   |
| 2020 | Sudamericani indoor       | Cochabamba     | 1500 m piani | Oro       | 3'56"88     |                                                   |
| 2020 | Sudamericani indoor       | Cochabamba     | 3000 m piani | dnf       | dnf         |                                                   |
| 2021 | Sudamericani              | Guayaquil      | 1500 m piani | Argento   | 3'38"25     |                                                   |
| 2022 | Mondiali indoor           | Belgrado       | 1500 m piani | Batteria  | 3'39"34     |                                                   |
| 2022 | Giochi sudamericani       | Asunción       | 1500 m piani | Oro       | 3'40"90     |                                                   |
| 2022 | Giochi sudamericani       | Asunción       | 5000 m piani | Oro       | 13'54"79    | Record dei Giochi                                 |

## Campionati nazionali
2021
- Oro ai campionati argentini, 1500 m piani - 3'38"21

2022
- Oro ai campionati argentini, 1500 m piani - 3'38"52

## Altre competizioni internazionali
2016
- 13º alla Maratona di Amburgo ( Amburgo) - 2h15'40"

2017
- 7º alla San Silvestre Vallecana ( Madrid) - 28'56"